# نادية سبخي
نادية سبخي هي كاتبة جزائريّة صدرت لها عددٌ من الكتب لعلَّ أبرزها رقصة الياسمين وتحت ستار روحي وكذا تنهدات القيصريّة. تتناولُ نادية في رواياتها في الغالب قضايا النساء وبخاصّة النساء في الجزائر، كما تتناولُ القضايا الدينيّة وبالخصوص الإسلاميّة منها لما لها من علاقة وتأثير كبيرين على مواضيع النساء.

## المسيرة المهنيّة
أصدرت نادية سبخي كتابًا بعنوان «تحت ستار روحي» عالجت فيهِ مخلفات الأزمة الأمنية على النساء الجزائريات وما تلاقها من نقاش حول الحجاب وكما يحيلُ عنوان الكتاب فقد قالت نادية أن قضية الحجاب – بالنسبة لها – روحية أكثر من كونها مرتبطة بغطاء الرأس.
نشرت لاحقًا كتابًا هو الثالث في مسيرتها المهنيّة في عالم الكتابة والتأليف وهو كتاب «تنهدات القيصرية» الذي تبنّت بل فرضت فيهِ فكرة الالتزام منبهة إلى خطورة التراجع عن المكتسبات التي حققتها الجزائريات منذ الثورة التحررية وخاصة إذا كان هذا تحت غطاء الدين. لقد عالجت نادية في هذا الكتاب أفكارتها من الناحيّة الثقافية لا العقائديّة وذلك من خلال استعادتها لسيرة النساء في صدر الإسلام ودورهنّ في مجتمعاتهن وهذا من أجل نفي الصورة السلبية التي يتم إلصاقها بالإسلام وعلاقته بالنساء كما ذكرت لاحقًا.
نشرت نادية كتابًا آخر هو «رقصة الياسمين» والذي قاربت فيهِ مشاكل النساء المسلمات فلسفيًا من خلال علاقة المسلمين بالآخرين. اعتبرت سبخي في وقتٍ لاحقٍ وبالتحديدِ في حديثها لموقع إذاعة صوت المرأة أن حصر النقاش اليوم في هيئة النساء وثيابهنّ أمرٌ مهينٌ لكرامة النساء باعتبارها كائنا ناقصا ويتمُّ الحجر عليه. دعت نادية في كتابها هذا ضمنيًا النساء وخاصة الجيل الجديد من الكاتبات والمثقفات إلى عدم الاستسلام للصمت وإنما العمل والسعي لفرض النفس في فضاء الحياة العامة والارتقاء بالنقاش لملامسة القضايا الجادة للمجتمع.
وهي تترأس المنتديات الأدبية الوطنية والدولية التي تنظمها مجلة L'ivrEscQ، والتي بفضلها أثمرت العديد من المشاريع الثقافية والأدبية، التي لا تزال مجمدة (ترجمات، منشورات، طبعات مشتركة، أطروحات، معارض، إلخ) -، لا سيما الحدث الكبير للمنتدى الدولي للرواية-الجزائر (FIR-A) تحت رعاية وزارة الثقافة - مديرية الكتب والقراءة العمومية.
وهي منظمة العديد من الندوات والملتقيات الأدبية للكتاب الجزائريين المعاصرين (بثلاث لغات: العربية والفرنسية والأمازيغية)

## آراء
تُركّز نادية سبخي في مداخلتها على عددٍ من المواضيع بما في ذلك تطوّر القلم النسائي بعد استقلال الجزائر منذ آسيا جبار ومليكة مقدم وصولا إلى الجيل الجديد، إذ ترى نادية أن الصورة التي تقدمها الكاتبات اليوم لم تتغير رغم كل المكاسب التي حققتها النساء في مجالي الشغل والتعليم.
ترى نادية أيضًا أن المرأة اليوم تراجع صوتها في المجتمع ولم يشفع لها مستواها لتكون لها مكانة محترمة فهي اليوم خارج مكانتها كزوجة وأم لا قيمة اجتماعية لها بدليل أن النساء اليوم يشترين مكانتهنّ بالمال حيث تستمد المرأة شرعيتها من خلال مساهمتها داخل الأسرة، وتؤكد الكاتبة الجزائريّة أن المرأة حتى لو كانت لها القدرة المالية في امتلاك حياة مستقلة لكن المجتمع لا يمكّنها من ذلك وينظر إليها بعين الريبة خاصة إذا كانت مطلقة أو عازبة.
في السياق ذاته تناولت نادية سبخي في كتابها الذي صدر تحت عنوان «آسيا جبار: على خطى امرأة ملتزمة» شخصيّة آسيا ككاتبة ومناضلة وكناقدة في الفنون التشكيلية عارضت دائما اعتبار المرأة مجرد ديكور وجسد حتى أنها ردت على لوحة دولا كروا «نساء الجزائر في شقتهن» بكتابٍ بنفس العنوان أين قدمت الوجه الحقيقي للجزائريات.
تُعرف نادية سبخي بدفاعها عن قضايا المرأة بل التزمت منذ صدور كتابها الأول «الحب الصامت» بالدفاعِ عن قضايا النساء ومقاربتها الثقافية للإسلام. قررت نادية أن تكون نسوية منذ البداية لكن ليس بالمفهوم السلبي بل بالمفهوم الإيجابي لقضية الالتزام بحسبها. لقد عرضت الكاتبة الجزائريّة في كتابها الأول الإكراهات التي تُمارس على المرأة اجتماعيًا تحت غطاء ديني حيث تعرضت عبر قصص شخوص الرواية إلى علاقة صلاة الإنسان بأفعاله وكيفية تقديم نفسه لربه انطلاقا من أفعاله.

## قائمة أعمالها
هذه قائمةٌ بأبرز أعمال الكاتبة الجزائريّة نادية سبخي:
- رقصة الياسمين
- تحت ستار روحي
- تنهدات القيصريّة